# 大阪エヴェッサの選手一覧
大阪エヴェッサの選手一覧は、大阪エヴェッサに所属している選手・スタッフの一覧

## スタッフ
| 役職                                                       | 名前     | 生年月日(年齢)         | 出身     | 前職                                | 就任年 | 備考 |
| ゼネラルマネジャー                                         | 阿部達也 | 1965年10月26日（59歳） | 大阪府   | 全日本大学バスケットボール連盟 理事 |        |      |
| アシスタントゼネラルマネジャー兼アナライジングディレクター | 冨山晋司 | 1981年5月12日（44歳）  | 東京都   | 大阪エヴェッサ アソシエイトコーチ   | 2019   |      |
| アシスタントゼネラルマネジャー                             | 黒木雄太 | 1990年9月2日（34歳）   | 鹿児島県 | 大阪エヴェッサ チームマネージャー   | 2018   |      |

## 歴代ヘッドコーチ
1. 天日謙作 (2005-2010)
2. ライアン・ブラックウェル (2010-2012)
3. ゾラン・クレコビッチ (2012)
4. 古屋孝生(2012)
5. ビル・カートライト(2013)
6. 東頭俊典（2013-2015）
7. 桶谷大（2015-2018）
8. 穂坂健祐（2018-2019）
9. 天日謙作(2019-2022)
  1. 竹野明倫（代行 2020.8-2021.3）
10. マティアス・フィッシャー (2022-2024)
11. 藤田弘輝 (2024-)

## 過去の所属選手
- 太田和利（2005-06）
- ビットル・アルフォンソ・アリサ（2005-06）
- 斉藤資（2006-07）
- 城宝匡史（2005-07）
- 中村友也（2005-06、2007）
- 宍戸治一（2005-08）
- 韓在奎（2007-08）
- マイキー・マーシャル（2007-08）
- マット・ロティック（2005-08）
- ジェフ・ニュートン（2005-08）
- ニック・ダウィッツ
- 堀川竜一
- 波多野和也（2005-09）
- 早川大史
- ジャスティン・ノートン
- エリック・ウォルトン
- ワキ・ウィリアムス
- ライアン・ブラックウェル
- 仲西淳
- 陳海沫
- 井上裕介
- デイビッド・パルマー（2005-07、2009-10）
- 喜多誠（2009-10）
- ナイル・マーリー（2008-10）
- ジェイソン・クロッツ（2010-11）
- ウィリアム・ナイト（2010-11）
- 曾文鼎（2011）
- 勝久マイケル
- リン・ワシントン（2005-12）
- ケビン・タイナー
- 青木康平
- ボビー・セントプルー
- 勝又英樹
- マイク・ベル
- 天野喜崇
- 田村大輔
- 高田紘久
- ウェイン・マーシャル（2010-12）
- リック・リカート（2012-13）
- ネイサン・ウォークアップ（2012-13）
- ドウェイン・レイサン（2012-13）
- 川辺泰三（2012-13）
- 竹田智史（2005-2006、2011-13）
- 小淵雅（2010-13）
- 高田秀一（2012-13）
- 橘佳宏（2012-13）
- 橋本拓哉（2012-13）
- ザック・アンドリュース（2013-14）
- ケビン・ガロウェイ（2013-14）
- ディアンドレ・ベル（2013-14）
- ダルコ・チョハダレヴィッチ（2014）
- 畠山俊樹（2014-15、2018-20）
- 佐藤浩貴（2006-08、2013-15）
- 仲村直人（2007-10、2013-15）
- ゲイリー・ハミルトン（2014-15）
- セス・ターバー（2014-15）
- ジョシュア・ドラード（2014-15）
- ジョナサン・クレフト（2014-15）
- 木下博之
- 根来新之助
- 長野誠史
- 澤邊圭太
- 熊谷尚也
- 寒竹隼人
- 安部潤
- 佐々木隆成
- 吉井裕鷹
- エグゼビア・ギブソン
- ジーノ・ポマーレ
- トレント・プレイステット
- デイビッド・ウェアー
- ファイパプ月瑠
- ジャマール・ソープ
- キース・ベンソン
- トレバー・ンヴァクウェ
- 久保田遼
- 西裕太郎
- 劉瑾
- カイル・バローン

- 今野翔太
- 藤高宗一郎(2017-19)
- リチャード・ヘンドリックス(2019-20)
- 長谷川智也(2019-20)
- 小阪彰久(2019-20)
- 今村拓夢(2019-20)
- 畠山俊樹 (2018-20)
- ショーン・オマラ(2019-20、2022-23)